# Conistra filipjevi
Conistra filipjevi är en fjärilsart som beskrevs av Vladimir S. Kononenko 1978. Conistra filipjevi ingår i släktet Conistra och familjen nattflyn. Inga underarter finns listade i Catalogue of Life.